# Де Фужроль, Люк
Люк Ройе де Фужроль (фр. Luc Rollet de Fougerolles; родился 12 октября 2005, Лондон, Англия) — канадский футболист, центральный защитник клуба «Фулхэм» и сборной Канады, выступающий на правах аренды за бельгийский «Дендер».

## Клубная карьера
Люк де Фужроль — воспитанник «Фулхэма». 1 ноября 2023 года он дебютировал за основную команду клуба в матче Кубка Английской лиги против «Ипсвич Таун», в котором «Фулхэм» одержал победу со счётом 3:1, а Люк провёл на поле все 90 минут.

## Карьера в сборной
Де Фужроль родился в Англии, но его отец — канадец. В октябре 2023 года де Фужроль был вызван в сборную Канады для участия в товарищеском матче против Японии. Свой первый матч за сборную Люк провёл 23 марта 2024 года в матче Лиги наций КОНКАКАФ против Тринидада и Тобаго.